# Тролейбус Горі
Троле́йбус Горі (груз. გორი ტროლეიბუსი) — закрита тролейбусна система в грузинському місті Горі, що існувала з 30 квітня 1972 по квітень 2010 року. Ця система була ліквідована останньою в Грузії.

## Історія
30 квітня 1972 року в місті Горі було відкрито тролейбусний рух. Першими тролейбусами, що відкривали рух, були чехословацькі Škoda 9Tr, які надійшли 1972 року в кількості 22 одиниць (виготовлені у двох- і трьохдверному варіанті). У тому ж році була відкрита друга лінія. У 1970-х роках, в період бурхливого зростання, вже до 1979 року в місті існувало 3 тролейбусних лінії. Остання, четверта лінія була введена в експлуатацію у 1981 році. Тролейбусне депо розташовувалося на Цхінвальському шосе.
У першій половині 1980-х років місто отримало три новітніх на той час чехословацьких тролейбусів Škoda 14Tr. У 1990 році тролейбусний парк поповнився ще двома тролейбусами ЗіУ-682. 
З розпадом СРСР, тролейбус в Горі опинився у скрутному становищі. Чехословацькі Škoda 9Tr були вже зношені, на придбання нових тролейбусів не вистачало коштів, тому, у 1990-х роках почалося масове списання рухомого складу. Через зменшення рухомого складу були закриті маршрути № 1 та № 3.
2006 року місто отримало три колишніх афінських ЗіУ-682, які раніше працювали в Тбілісі. Станом на 2006 рік на двох маршрутах експлуатувалися 12 тролейбусів.
Під час збройного конфлікту в Південній Осетії у 2008 році місто піддалося масивному бомбардуванню російськими ВПС, в результаті чого пошкоджена лінія тролейбусного маршруту № 4. Після війни маршрут № 4 так і не був відновлений.
З 2008 по 2010 роки в місті залишався єдиний тролейбусний маршрут № 2 «Залізничний вокзал — село Тінісхіді». У 2009 році до тролейбусного парку надійшла партія тролейбусів з міста Руставі, де раніше відбулося закриття тролейбусної системи.
За останній рік свого існування, тролейбусний рух в місті здійснювався щоденно з 09:00 до 16:30. Вартість проїзду в тролейбусі складала 10 тетрі.
29 березня 2010 року через відсутність коштів рух тролейбусів в Горі було припинено. У квітні 2010 року було прийнято рішення про остаточне закриття системи.

## Маршрути
Всього існувало 4 тролейбусних маршрутів, які з'єднували центр Горі з його передмістями та довколишніми селами:
| Перелік тролейбусних маршрутів м. Горі | Перелік тролейбусних маршрутів м. Горі | Перелік тролейбусних маршрутів м. Горі | Перелік тролейбусних маршрутів м. Горі                                                    |
| №                                      | Початковий пункт                       | Кінцевий пункт                         | Примітки                                                                                  |
| -------------------------------------- | -------------------------------------- | -------------------------------------- | ----------------------------------------------------------------------------------------- |
| 1                                      | Хлібзавод                              | с. Орташені                            | Через мікрорайон «Квернакі». Закритий на початку 1990-х років.                            |
| 2                                      | Залізничний вокзал                     | с. Тінісхіді                           | Єдиний маршрут в місті, що працював з 2008 по 2010 роки.                                  |
| 3                                      | Площа Давида Будівника                 | Мікрорайон комбінату                   | Закритий на початку 1990-х років.                                                         |
| 4                                      | Залізничний вокзал                     | Площа Давида Будівника                 | Припинив роботу у серпні 2008 року, через пошкодження інфраструктури під час бойових дій. |

## Рухомий склад
У місті Горі експлуатувалися такі типи моделей тролейбусів.
| Рухомий склад                                                          | Рухомий склад     |
| Тип моделі                                                             | Роки експлуатації |
| ---------------------------------------------------------------------- | ----------------- |
| Škoda 14Tr01 Škoda 14Tr02/6 Škoda 14Tr02 Škoda 14Tr02/6 Škoda 14Tr89/6 | 1983—2010         |
| Škoda 9Tr Škoda 9TrH27                                                 | 1972—2010         |
| ЗіУ-682В-012 [ВОА]                                                     | 1990—2010         |
| ЗіУ-682УГ                                                              | 2001—2010         |

## Цікавий факт
Горійський тролейбус можна побачити у фільмі Ренні Харлін «5 днів серпня», коли головні герої сидять в кафе на проспекті Сталіна, а на задньому плані проїжджає Škoda 9Tr.